# William Chetcuti
William Chetcuti (ur. 7 stycznia 1985) – maltański strzelec sportowy, czterokrotny uczestnik igrzysk olimpijskich, dwukrotny brązowy medalista Igrzysk Wspólnoty Narodów.

## Igrzyska olimpijskie
Na igrzyskach zadebiutował w 2004 roku w Atenach, zajmując 9. miejsce. Cztery lata później został sklasyfikowany na 8. pozycji. Na igrzyskach w 2012 roku w Londynie z wynikiem 135 punktów zajął dziewiąte miejsce. Został też wybranym na chorążego reprezentacji Malty. Następne zawody w Rio de Janeiro ukończył na 17. pozycji.
| Igrzyska | Miejscowość    | Konkurencja   | Kwalifikacje | Kwalifikacje | Finał | Finał   |
| Igrzyska | Miejscowość    | Konkurencja   | Wynik        | Pozycja      | Wynik | Pozycja |
| -------- | -------------- | ------------- | ------------ | ------------ | ----- | ------- |
| IO 2004  | Ateny          | Trap podwójny | 134          | 9.           | NQ    | NQ      |
| IO 2008  | Pekin          | Trap podwójny | 136          | 8.           | NQ    | NQ      |
| IO 2012  | Londyn         | Trap podwójny | 135          | 9.           | NQ    | NQ      |
| IO 2016  | Rio de Janeiro | Trap podwójny | 125          | 17.          | NQ    | NQ      |